# Cholula de Rivadavia
Cholula, oficialmente San Pedro Cholula, y aún conocida como San Pedro Cholula —nombre de su municipio—, es una ciudad del estado mexicano de Puebla, que forma parte de la Zona Metropolitana de Puebla-Tlaxcala y se encuentra prácticamente conurbada con la capital del estado, la ciudad de Puebla de Zaragoza; se localiza en el asentamiento de la antigua ciudad prehispánica de Cholula, de la que recibe el nombre. Es cabecera del municipio de San Pedro Cholula. En este municipio han sido filmadas algunas producciones cinematográficas como "Enamorada" (1946) del director Emilio "El Indio" Fernández, así mismo su versión en lengua inglesa titulada "The Torch" (1950). De igual manera, fue grabada "Talpa" (1955) del director alemán Alfredo B. Crevenna y basada en el cuento de Juan Rulfo ; así cómo "La fórmula secreta" (1965) de Rubén Gámez, la cual va acompanada de una narración escrita por Juan Rulfo y leída por Jaime Sabines. 

## Símbolos
Concedido en 1540 por el Rey Carlos V. Consta de cuatro cuarteles; en uno están un sotuer; dos clarines y cinco estrellas de oro en campo sinople; en el segundo cuartel está representada la gran pirámide coronada por una cruz púrpura; el tercer cuartel tiene un león rampante armado de espada y barreado de negro; el último representa la acequia Aquiahuac, matas de tule y cuatro patos. 
La orla y divisa es un brazo de armadura, dos saetas, yelmo con airón de plumas y trascolas, y a los lados dos guías de follaje en negro y oro, se unen a un rollo de oro, esmaltado con gemas de colores.

## Historia

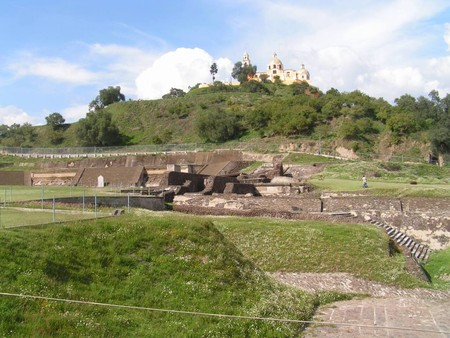
Gran Pirámide de Cholula.

Su toponimia proviene de las raíces náhuatl: "chololoa", lo que significa "despeñarse el agua". 
El sitio que actualmente ocupa la ciudad de Cholula muestra indicios de ocupación humana por lo menos desde el Preclásico medio mesoamericano (ss. XII-IV a. C.), lo que representa una ocupación continua desde hace más de 30 siglos. La antigua Cholollan fue un importante centro ceremonial de Mesoamérica, manteniéndose hasta la gran matanza cholulteca, como el lugar de iniciación de sacerdotes y personalidades de diversas culturas.
Hernán Cortés ayudado por guerreros tlaxcaltecas, durante seis días en octubre de 1519 sometió a la población tras varios días de asedio y enfrentamientos directos con los dirigentes y la población civil. Se afirma que tantos fueron los muertos que las calzadas y patios de los altares se tiñeron de rojo, corriendo la sangre como si fuera un día de lluvia. Después del sangriento enfrentamiento cholulteca, del 19 al 23 de octubre de 1519, el capitán Diego de Ordaz de las fuerzas conquistadoras ascendió al Popocatépetl ante el asombro de los indígenas que lo acompañaban. Recogió azufre para fabricar pólvora.

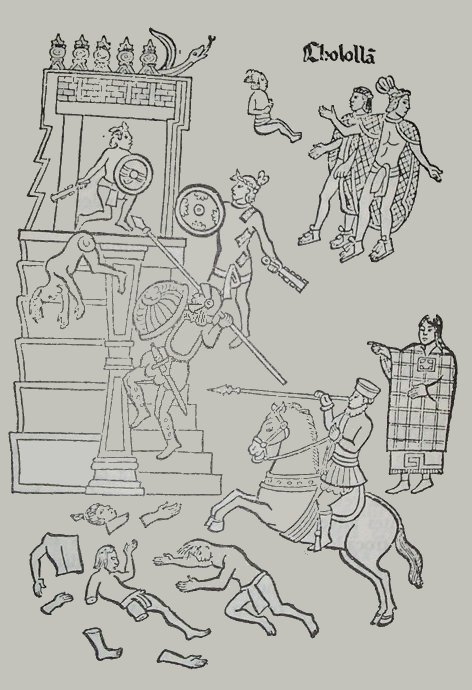
La Matanza de Cholula, de acuerdo con el Lienzo de Tlaxcala

Por Cédula Real del Príncipe Felipe II de España y otorgada por el emperador Carlos V (Carlos I de España), el 27 de octubre de 1537, se concedió a Cholula el título de Ciudad. El 19 de junio de 1540, el emperador Carlos V y su madre doña Juana I de Castilla (Juana la Loca) otorgaron el Escudo de Armas.
En la época colonial llegaron a construirse en el valle cholulteca más de un centenar de iglesias –circunscripción del distrito –no llegando a las míticas 365 como se pregona aún por propios y extraños. Sin embargo, el mito de tantos templos como días tiene el año es una quimera que se desprende de un error en la interpretación de las crónicas coloniales, deseo desbordado que no se aleja tanto de la realidad, por la inmensa cantidad de teocallis que fueron observados y destruidos durante la etapa del virreinato.

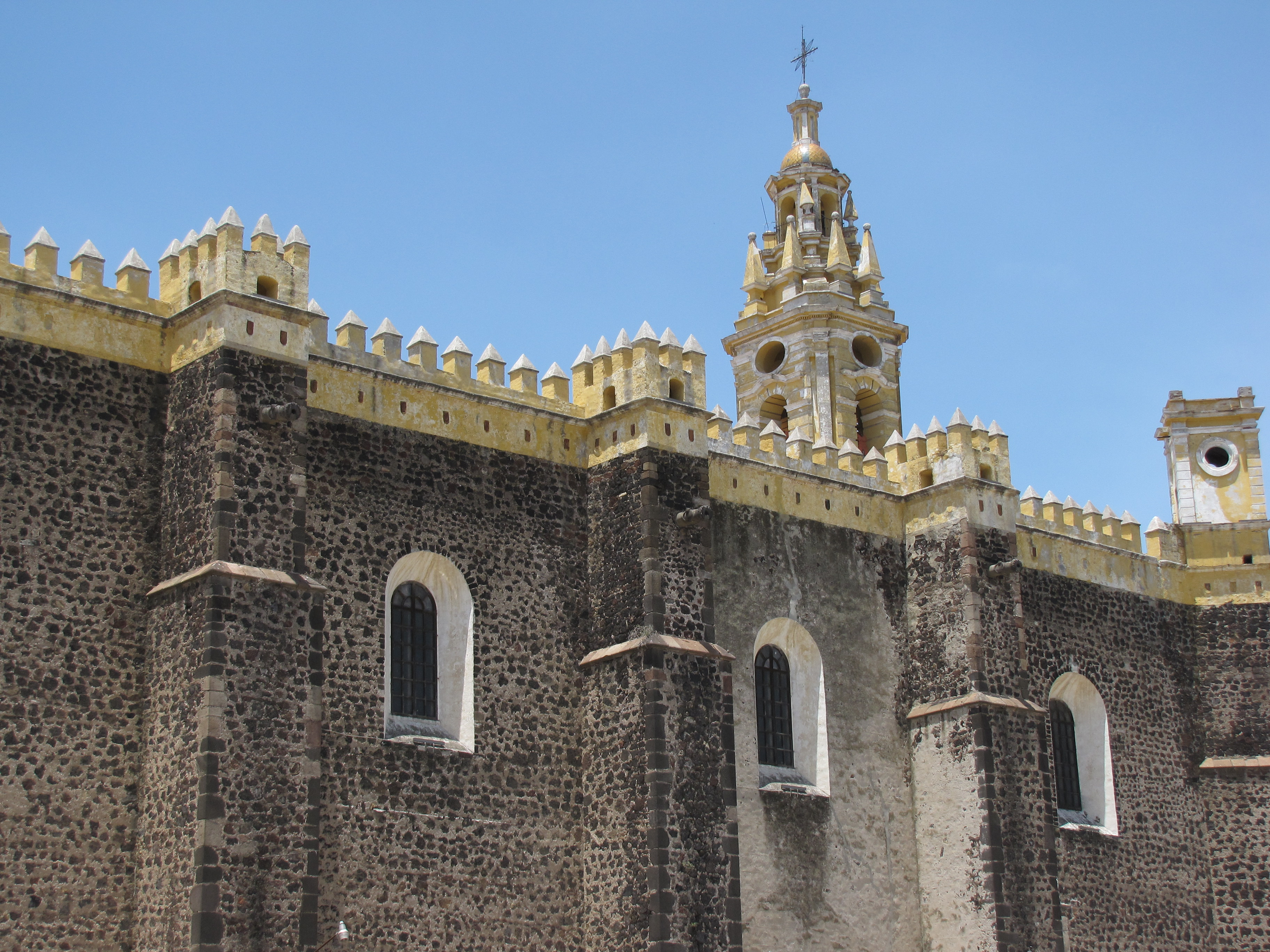
Vista lateral de la iglesia del Convento de San Gabriel.

El 13 de febrero de 1895, por Decreto del XIII Congreso Constitucional del Estado y en honor del presidente argentino Bernardino Rivadavia —que nunca conoció la ciudad—, se rindió tributo a su memoria, asignándole su nombre al entonces Distrito con cabecera en San Pedro Cholula, confundiéndose desde entonces la designación hecha a la circunscripción del distrito con el nombre de la antigua ciudad. De acuerdo con el Instituto Nacional de Estadística, Geografía e Informática, el nombre de la cabecera del municipio de San Pedro Cholula es Cholula de Rivadavia.

Durante varias décadas del pasado siglo, el gobierno municipal fue reñido por tres grupos políticos locales, con suficiente influencia para someter el crecimiento urbano de la metrópoli a su capricho. En algunos de los casos, el gobierno municipal 

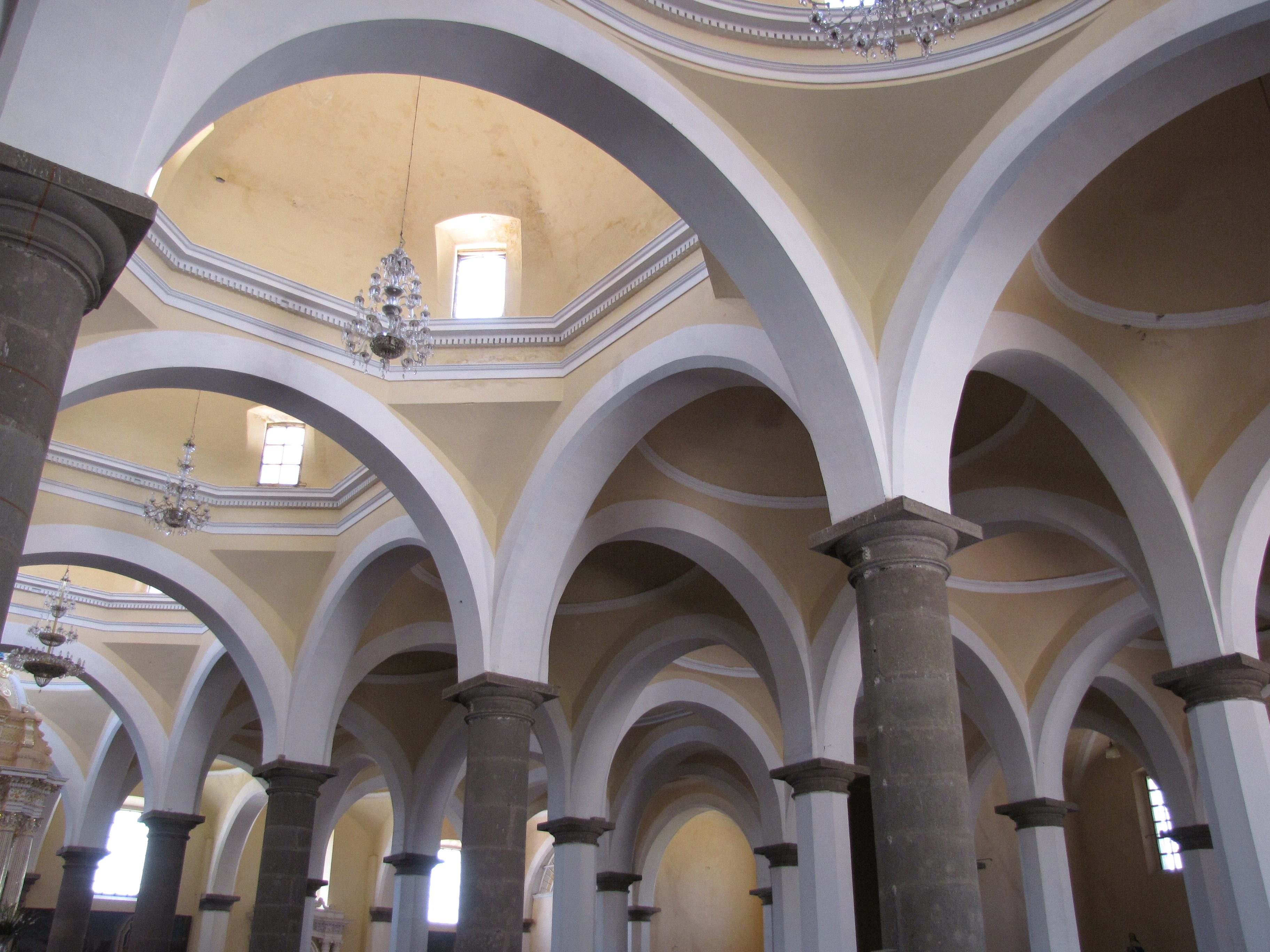
Aspecto del interior de la Capilla Real.

 perdió sus bienes, se destruyeron vestigios arquitectónicos y se perdieron los amplios atrios y huertas de los templos, que gracias a la complacencia o complicidad de las autoridades que permitieron que los bienes comunes o públicos pasaran a propiedad privada.

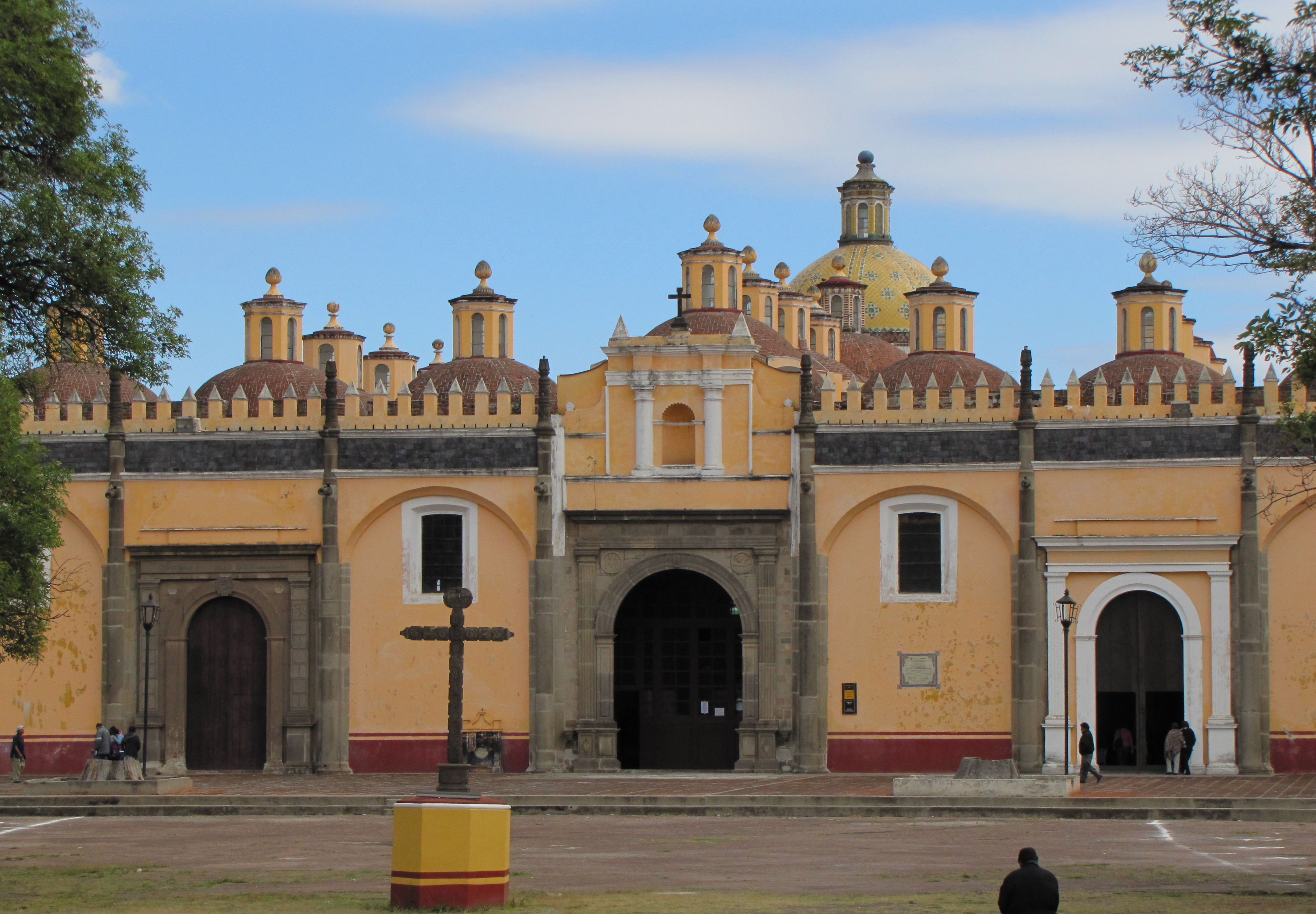
Capilla Real.

Los antecedentes se perdieron cuando un presidente municipal, Joaquín Roldán Casco, quemó el archivo municipal en un horno de su panadería, quien consideró que los amarillentos papeles no tenían interés alguno.

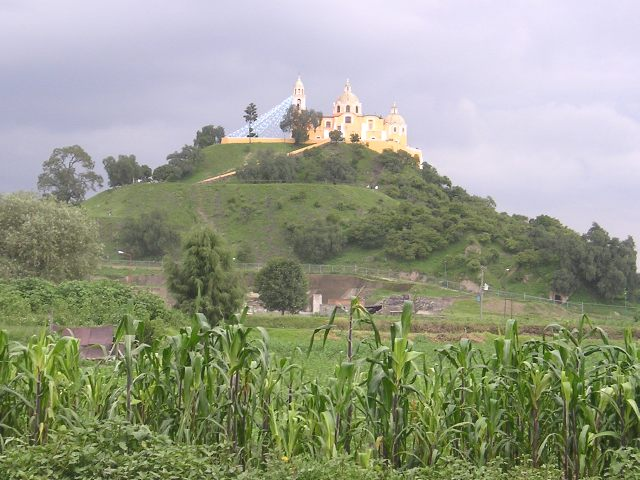
Iglesia de Nuestra Señora de los Remedios, construida en la parte superior de la Gran Pirámide.

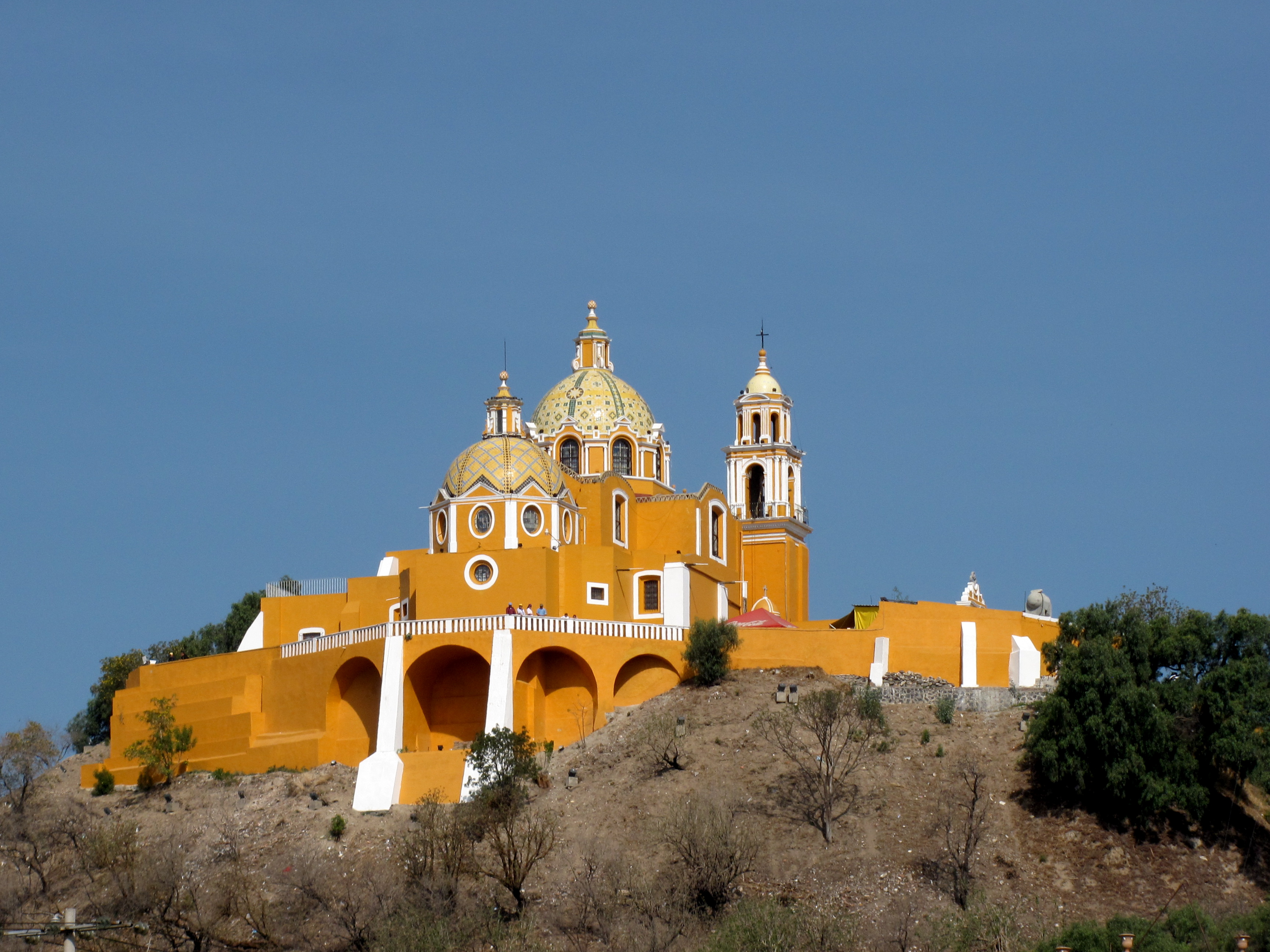
Acercamiento de la Iglesia de Nuestra Señora de los Remedios.

La riqueza colonial de la teocrática ciudad durante años, ha sido devastada por los depredadores culturales, quienes tolerados por sus familiares o amigos gobernantes, paradójicamente, siendo herederos de la milenaria riqueza han permitido su saqueo o destrucción.
También los fenómenos naturales han colaborado en la pérdida de las riquezas ancestrales de los cholultecas, como lo fue el sismo del 15 de junio de 1999, que afectó a la mayoría de templos coloniales, resultando severamente dañadas las iglesias de San Pedro Cholula y el templo dedicado a la Virgen de los Remedios, que se edificó sobre el gran teocalli.
El municipio de San Pedro Cholula se ubica dentro del Valle de Cholula y su historia está ligada al desarrollo de los municipios conurbados, como San Andrés Cholula, Cuautlancingo y Coronango, entre otros.
La relevancia de Cholula en el contexto internacional es indiscutible, derivado de sus vestigios arqueológicos, en especial el Tlachihualtepel (Cerro hecho de tierra) o también llamado Machihualtépetl (Cerro hecho mano).

### Denominación
La denominación oficial de la ciudad de acuerdo al Instituto Nacional de Estadística y Geografía es Cholula de Rivadavia, dado en honor del héroe argentino Bernardino Rivadavia; sin embargo, hay fuentes que consideran esto erróneo como a continuación se explica: 
Durante varias décadas la milenaria ciudad de Cholula, en el estado de Puebla, México, se llamó incorrectamente Cholula de Rivadavia, como la cabecera del municipio de San Pedro Cholula. Denominación que se originó de una mala interpretación que se le dio al Decreto del 13° Congreso del Estado de Puebla, del año de 1895. 
El apellido del primer presidente de Argentina, Bernardino Rivadavia, fue dado al distrito y no a la ciudad, el decreto correspondiente dice:

13º Congreso. "Comisión de Gobernación. H. Legislatura. La República Argentina acaba de tener la deferencia que nunca le agradeceremos bastante, de poner el nombre de Juárez a uno de sus distritos.
Esta prueba de admiración a uno de nuestros más grandes hombres exige de nuestra parte una manifestación de gratitud y de correspondencia, que solo podemos dar haciendo lo mismo que ha hecho aquella república, poniendo a alguno de nuestros distritos el nombre de uno de sus héroes.
Puebla es, sin género de duda, por sus gloriosos hechos, el Estado más conocido en todo el Continente y es aquí donde debemos apresurarnos a corresponder a nuestra hermana del Sur su manifestación de simpatía.
Es a su vez Cholula por su importancia en la Historia del Imperio que se hundió en las sombras con la muerte de Cuauhtémoc, el Distrito al que mejor que a otro cualquiera podemos bautizar con el nombre de algún ilustre argentino. Y para que exista alguna analogía entre el pasado de Cholula, teniendo en consideración la resistencia que allá se puso al Conquistador Castellano, nos ocurre el nombre del glorioso General Rivadavia héroe de la independencia de la referida República.
Estamos seguros de que V. H. encontrará justo y prudente corresponder a los sentimientos amistosos de una de las más avanzadas Naciones Hispano-Americanas y por lo tanto esperamos que se sirváis aprobar el siguiente proyecto de decreto para el que pedimos dispensa de todo trámite:
Artículo Único.- El Distrito de Cholula se denominará en lo sucesivo:
Cholula de Rivadavia
Salón de Sesiones. Puebla de Zaragoza, febrero 12 de 1895. Rúbricas.
Agregados al Documento.
Remitimos a U. copia del proyecto que ha de discutirse en la sesión de mañana en el que se propone que el Distrito de Cholula se denomine en lo sucesivo "Cholula de Rivadavia".
Sírvase U. Acusarnos recibo y aceptar las protestas de nuestro aprecio. Febrero 12/95
Gobierno del Estado. Para los efectos legales, tenemos la honra de remitir a U. el decreto, que previene que el Distrito de Cholula se denomine en lo sucesivo "Cholula de Rivadavia".
Puebla, 13 de febrero de 1895.
Por el atento oficio de Ustedes no. 76, fecha de ayer, quedo enterado de que hoy se discutirá en esa Cámara el proyecto de decreto en el cual se propone que el Distrito de Cholula en lo sucesivo se denomine "Cholula de Rivadavia".
Puebla, 18 de febrero de 1895.
Con el atento oficio de Uds. No. 78 fecha 13 del mes actual, se recibió en esta Secretaría el decreto que previene que el Distrito de Cholula se denomine en lo sucesivo "Cholula de Rivadavia".
Reitero a Uds. mi particular aprecio.
Rúbricas.
Cholula de Rivadavia. "Agustín Mora, gobernador interino constitucional del estado libre y soberano de Puebla, a sus habitantes, sabed: Que por la secretaría del Congreso se me ha comunicado el siguiente decreto: el 13º Congreso Constitucional del Estado Libre y Soberano de Puebla, decreta: Artículo Único: el distrito de Cholula se denominará en lo sucesivo Cholula de Rivadavia. El gobernador hará publicar, circular y obedecer el presente decreto. 

Dado el palacio del congreso. Puebla de Zaragoza, febrero 13 de 1895 M. Muñoz, D.VP. Juan Crisóstomo Bonilla. D. S. V. Vergara D. S. Por tanto, mando se imprima, publique y circule, para sus efectos, Palacio del Departamento Ejecutivo, Puebla de Zaragoza, febrero 13 de 1895. Agustín Mora A. M. Fernández, secretario general".

### Historia de la matanza de Cholula
Cholula era considerada la ciudad de Quetzalcóatl, dios de la vida, la luz y la fertilidad, por lo tanto era una ciudad sagrada. En ella reinaban dos señores llamados Tlaquiach y Tlalchiac y los que los sucedían recibían el mismo nombre. Según los informantes indígenas, los tlaxcaltecas, al recibir en son de paz a los españoles, rápidamente empezaron a intrigar en contra de los cholultecas y mexicas para que fueran a combatirlos diciéndoles que eran fuertes enemigos y que se caracterizaban por ser guerreros difíciles de derrotar; fue entonces que los dirigieron hasta llegar a Cholula, ahí reunieron a toda la gente en el lugar denominado "el atrio del dios", cerraron entradas y sin que los cholultecas pudieran defenderse empezó la bien conocida Matanza de Cholula, destruyeron templos, saquearon casas y siguieron su camino hacia México Tenochtitlán.

## Cerro Zapotecas

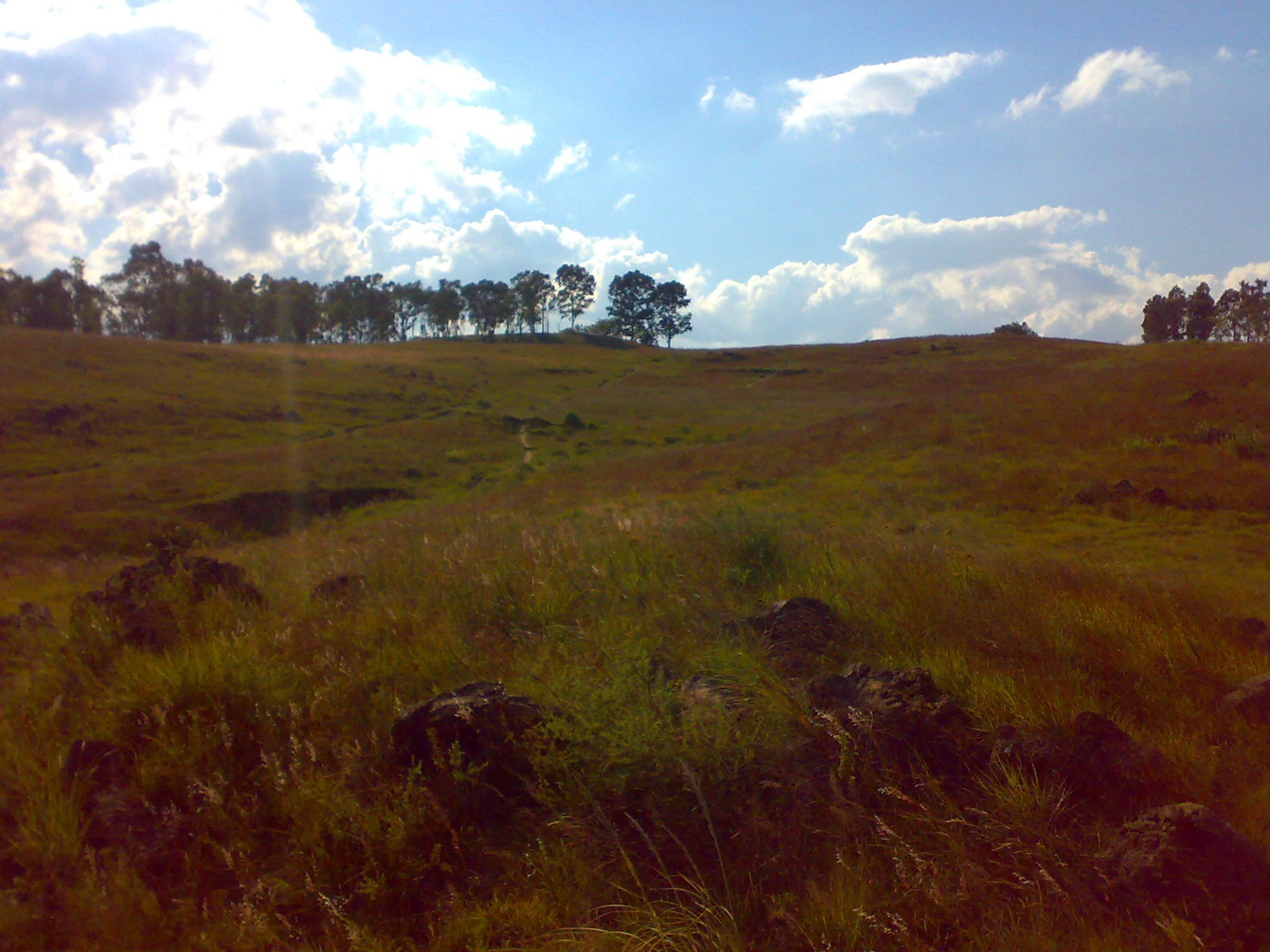
Cerro Zapotecas

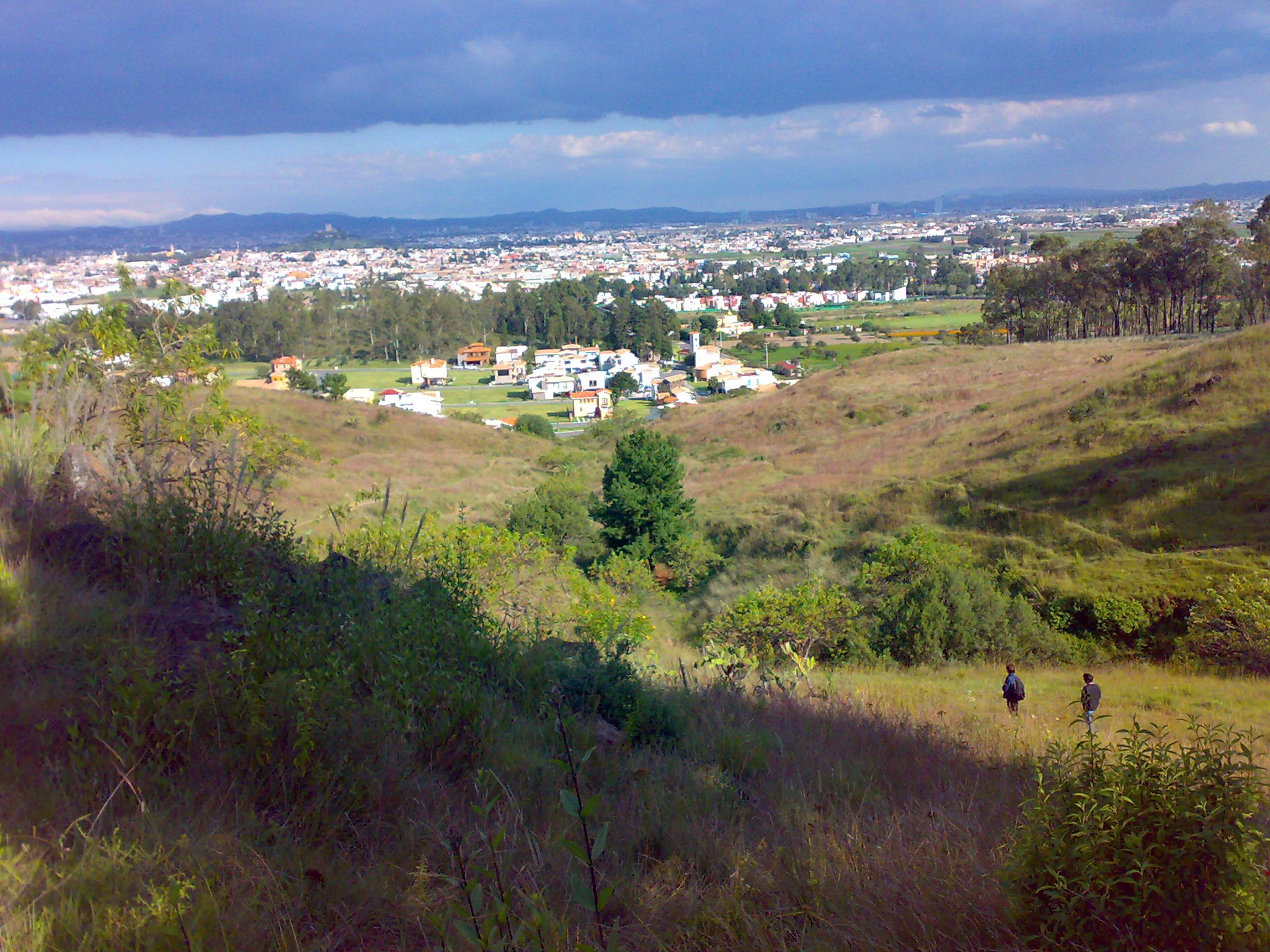
Vista desde el cerro

El cerro Zapotecas es un extenso cono de origen volcánico que se eleva a 2380 msnm (unos 200 metros por encima del valle). Se ubica a tres kilómetros al oeste del centro de Cholula, entre las localidades de San Cristóbal Tepontla y San Francisco Coapa. Con sus numerosos senderos, el Zapotecas es un lugar muy popular para la práctica deportiva, en especial el jogging y el ciclismo de montaña.
La pendiente oriental del cerro es un manto de lava de declives suaves que fueron adaptados para formar terrazas. A nivel del suelo del valle hay depósitos lacustres antiguos. Actualmente, las terrazas y la ladera este se usan para prácticas agrícolas, principalmente para producción de nopal. En la zona norte y noroeste persiste un bosque de pino-encino. En las laderas sur y suroeste dominan los eucaliptos y hay unos pocos ejemplares de pinos y tronadora. El resto de las laderas está cubierto por pastizales.

## Demografía
Las primeras estimaciones demográficas para la ciudad de Cholula fueron las realizadas por Hernán Cortés en su segunda Carta de relación, en la que consigna que había «veinte mil casas dentro del cuerpo de la ciudad y tiene de arrabales otras tantas».
Gabriel de Rojas afirma en su carta de relación en el año de 1581 que «Es al presente, esta ciudad, de casi nueve mil vecinos tributarios enteros, y en los tiempos de su gentilidad, dicen, era de cuarenta mil... después de que fue sujeta por los españoles, ha ido en mucha disminución».
Mayor causa fue la pestilencia que hubo el año de 1540 la asoló, y vino a quedar en otra de quince mil vecinos tributarios y, otra pestilencia que hubo en el año de 1576 la arruinó, de tal manera que quedaron en los nueve mil que ahora tiene, poco más o menos. los naturales de ella son personas hábiles de ingenio. El indio común fue sujeto de abusos de sus propias autoridades, quienes eran llamados "los indios principales".
Además de proliferar desmesuradamente, maltrataron a los macehuales o indios comunes, a quiénes extorsionaban de muy diversas formas, aumentando así su deseo de escapar de la ciudad.
Otros signos de explotación de los indios principales fueron los contratos ventajosos y agiotistas, así como el uso de la fuerza o el encarcelamiento, como método de cobro, quienes aprovecharon la ignorancia del indígena, agobiado por los problemas económicos de la época.
El informe de Villa-Señor en el año de 1746 señala que en la ciudad hay «50 familias de españoles, 468 mestizos, mulatos y negros y 606 de indios». En el año de 1803 el barón von Humboldt asigna a la localidad un total de 26 mil habitantes.
En los inicios del siglo XX, posiblemente a consecuencia del movimiento revolucionario, la población de Cholula sufrió decrementos considerables. A partir de 1921 con una población de 10,271 los censos registran aumentos sucesivos en el total de habitantes de la localidad.
1990.- El XI Censo General de Población y Vivienda, establece que el municipio tiene 78,177 habitantes de los cuales 38,197 son hombres y 39,980 mujeres.
1995.- El I Conteo de Población y Vivienda, establece que el municipio tiene 89,782 habitantes de los cuales 43,778 son hombres y 46,004 mujeres.
2000.- El XII Censo General de Población y Vivienda, establece que el municipio tiene 99,794 habitantes de los cuales 47,980 son hombres y 52,000 mujeres.
2005.- El II Conteo de Población y Vivienda, establece que el municipio tiene 109,264 habitantes de los cuales 52,132 son hombres y 57,132 mujeres.
2010.- El Censo de Población y Vivienda 2010, establece que el municipio tiene 120,459 habitantes de los cuales 57,578 son hombres y 62,881 mujeres.

### Los barrios cholultecas
Los barrios de Cholula
Producto de la constitución de San Pedro Cholula como república de indios en 1714, se da una división en barrios. La tradición indica que de los Barrios originales del nahuiolli y que estaba conformado por los Barrios; Tianguisnáhuetl, Mixquitla, Texpolco, Cuautlan y Tecama, dieron origen a los otros cinco barrios, denominándose a los primeros como barrios interiores y a los otros como exteriores.
- Barrio de San Miguel Tianguisnáhuetl. En la evangelización adoptaron como santo patrono a San Miguel.
- Barrio de Santiago Mixquitla. En la evangelización adoptaron como santo patrono a Santiago. De este barrio surgió el de San Matías Cocoyotla, actualmente es junta auxiliar del municipio de San Pedro Cholula y también de este barrio surgió el de Jesús Tlatempa.
- Barrio de San Juan Calvario. Originalmente este barrio se denominó Texpolco y adoptó el de San Juan Calvario por el nombre de la capilla del Calvario que se encontraba enfrente. De este barrio surgió el de San Cristóbal Tepontla, que formó parte de la hacienda de San Bartolomé Zapotecas, ubicada al pie del cerro de Zapotecas y que en la evangelización adoptaron a San Cristóbal, santo patrono de los caminantes. Tepontla, actualmente es junta auxiliar del municipio de San Pedro Cholula.
- Barrio de Santa María Xixitla. Originalmente este barrio se denominó Cuautlan En la evangelización adoptaron como virgen patrona a Santa María. De este barrio surgió el de La Magdalena.
- Barrio de San Pablo Tecama  fundado por los tecamecas y dominados por los mexica. En la evangelización adoptaron como santo patrono a San Pablo. De este barrio surgió el de San Pedro Mexicaltzingo.
- Además de sus barrios, Cholula cuenta en la actualidad con 13 juntas auxiliares: Santa Bárbara Almoloya, San Cosme Texintla, Santa María Acuexcomac, San Cristóbal Tepontla, San Agustín Calvario, San Gregorio Zacapechpan, San Matías Cocoyotla, San Francisco Coapan, Santiago Momoxpan, Rafael Ávila Camacho, San Sebastián Tepalcatepec y San Juan Tlautla.

El patrón de Cholula 
La fiesta del pueblo también llamada Altepeilhuitl es la fiesta dedicada por los barrios de Cholula al patrón de la ciudad, San Gabriel Arcángel. Aunque oficialmente la parroquia de la ciudad tiene como patrón a San Pedro Apóstol y el municipio conserve ese nombre el uso tradicional prevalece. Aquí Francisco de la Maza nos cuenta el por qué: "El convento de franciscano de Cholula lleva por advocación la de San Gabriel. Esto se debe a que, fundada la ciudad Española con el nombre de San Pedro Cholula, pidieron los caciques, en 1537, que se cambiase el nombre por el del Arcángel "porque al tiempo de su reducción o pacificación fue el gran día de Señor San Gabriel". La reina gobernadora, Isabel de Portugal, expidió una cédula en la cual dice que "por la presente declaramos a la dicha ciudad de San Pedro Cholula con el título y advocación de San Gabriel, y para que lo hayan y tengan por patròn, y el señor San Pedro, por nuestra ciudad y merced que le hacemos a dicha ciudad"

## Turismo
El motivo de vistar Cholula es conocer la Gran Piramide de Cholula Archivado el 4 de marzo de 2022 en Wayback Machine. conocer los basamentos piramidales mas grandes del mundo. Ir al museo de San Pedro Cholula , junto con el tunel al interior de la piramide de 280 metros y los 2 patios cermoniales
Algunas festividades que atraen a los turistas es el 8 de Septiembre que se lleva a cabo el Trueque junto con la quema de los panzones, otra de las festividades mas importantes es la fiesta en honor a la Virgen de los Remedios que son los dias 1 al 8 de Septiembre.